# Антон тут рядом
«Анто́н тут ря́дом» — российский документальный фильм 2012 года, режиссёрский дебют киноведа Любови Аркус. Впервые был представлен публике во внеконкурсной программе 69-го Венецианского кинофестиваля и получил там награду итальянских интернет-критиков «Серебряная мышь» (Mouse d’argento).

## Сюжет
Фильм рассказывает об Антоне Харитонове, молодом человеке с аутизмом, мать которого, Рината, умирает от рака, после чего ему приходится жить в социальных приютах, где ему не обеспечивается адекватная помощь.

## История создания
Изначально фильм был известен под названием «Аут».
Режиссёр фильма нашла Антона после того, как в интернете некоторое время был известен его текст «Люди», изначально опубликованный в «Сеансе»; после смерти Ринаты Антон какое-то время жил у Любови Аркус, затем с новой семьей своего отца в Ленинградской области. На момент 2021 года проживал в тренировочной квартире фонда "Антон тут рядом".

## Критика
Фильм встретил тёплый приём критиков, отмечающих, что это не только «поразительное кино», «настоящий» фильм, но и «какой-то новый, третий вид кинематографа».

## Награды
- 2012:
  - Фильм признан лучшей документальной дебютной работой на международном кинофестивале[англ.] в Абу-Даби[10].
  - В декабре 2012 года фильм получил премию «Белый слон» имени М. Черненко Гильдии киноведов и кинокритиков России.
  - XVIII международный кинофестиваль фильмов о правах человека «Сталкер»[11]:
    - Специальный приз Управления Верховного комиссара ООН по правам человека.
    - Приз «Новой газеты» «За непотерянное время».
- 2013:
  - Премия «Золотой орёл» за Лучший неигровой фильм[12].
  - Премия «Ника» за Лучший неигровой фильм 2012 года[13].
  - Фестиваль русского кино в Тунисе — приз за лучший документальный фильм[14].
  - 13-й международный кинофестиваль фильмов Центральной и Восточной Европы GoEast — Главный приз «Золотая лилия» в конкурсе документального кино[15].
  - премия «КиноСоюза» «Элем»[16]

## Фонд «Антон тут рядом»
Центр помощи людям с аутизмом «Антон тут рядом» открылся 10 декабря 2013 года в Санкт-Петербурге. Центр — проект негосударственного благотворительного фонда содействия решению проблем аутизма «Выход в Петербурге» (с 2020 года — «Антон тут рядом»), который возглавляет Любовь Аркус. Центр занимается обучением, социальной и творческой абилитацией совершеннолетних людей с аутизмом.
Более 80 студентов Центра работают с мастерами и тьюторами в  5 мастерских: швейной, гончарной, кулинарной, графической и декораторской.
С 2014 года центр ежегодно проводит одноимённый благотворительный фестиваль. Первые два года фестиваль проходил на Елагином острове, затем на острове «Новая Голландия» и в «Брусницын лофте».